# NGC 4298
NGC 4298 is een spiraalvormig sterrenstelsel in het sterrenbeeld Hoofdhaar. Het hemelobject werd op 8 april 1784 ontdekt door de Duits-Britse astronoom William Herschel. NGC 4298 vormt een opvallend paar met het stelsel NGC 4302.

## Synoniemen
- UGC 7412
- IRAS 12190+1452
- MCG 3-32-7
- VCC 483
- ZWG 99.24
- KCPG 332A
- PGC 39950